# Veřejná bezpečnost

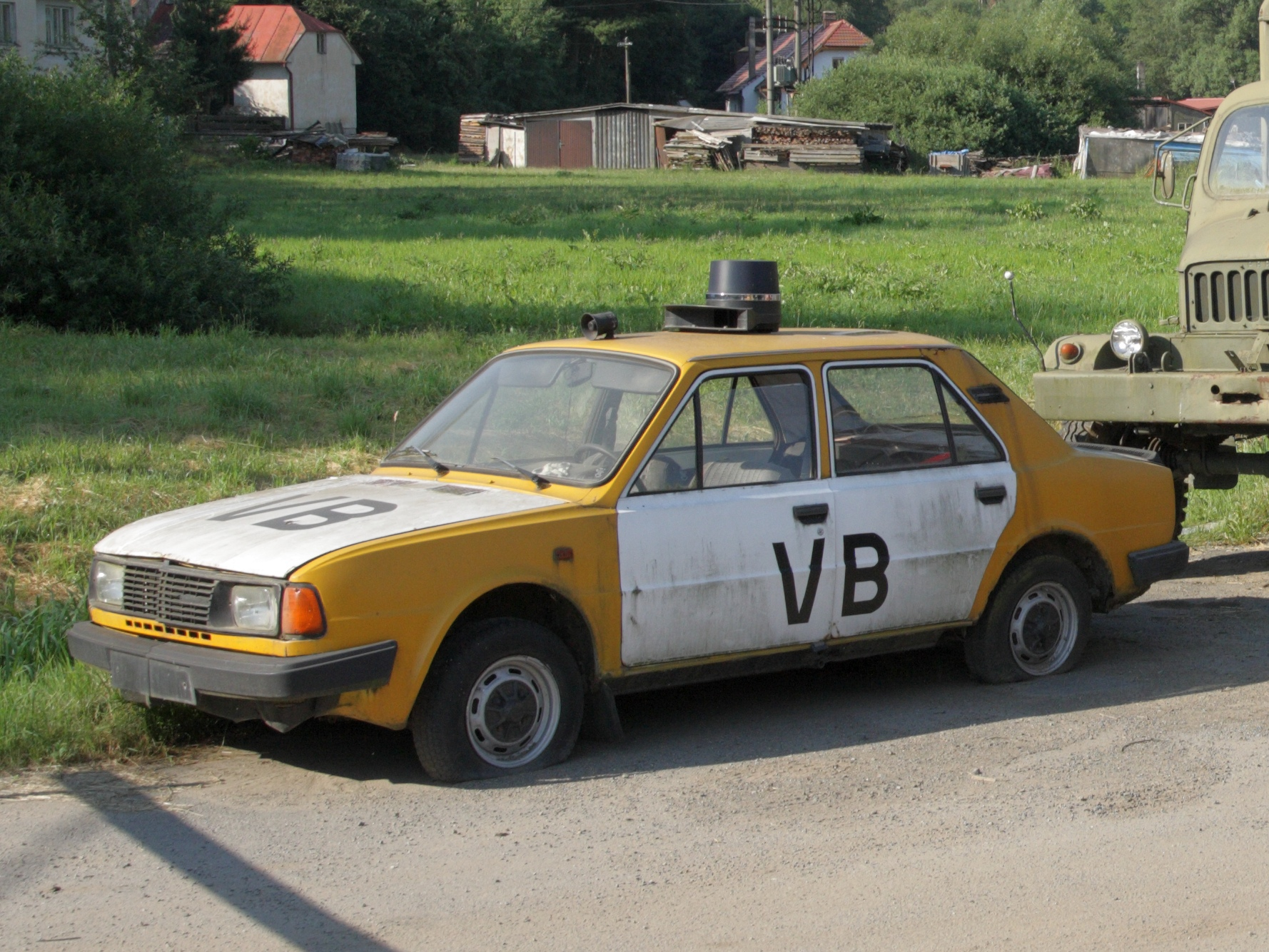
Škoda 105 der VB mit üblichem Farbschema der 1970er und 1980er Jahre

Veřejná bezpečnost (slowakisch Verejná bezpečnosť, beide abgekürzt VB, deutsch Öffentliche Sicherheit) war eine der beiden Abteilungen des Korps für nationale Sicherheit – Sbor národní bezpečnosti (kurz SNB). Als Exekutivorgan erfüllte die VB in der damaligen Tschechoslowakei nach dem Zweiten Weltkrieg bis zum Jahr 1991 Aufgaben einer Polizei.
Die Polizeiverbände wurden zwischen 1945 und 1947 errichtet. Im Zuge einer Polizeireform von 1991 wurden im tschechischen Landesteil weite Teile der VB in Policie České republiky (Polizei der Tschechischen Republik) umbenannt und neu strukturiert. In der Slowakei heißt die Polizei heute Policajný zbor (Polizei-Korps) oder kurz Polícia.